# Trachonurus villosus
Trachonurus villosus es una especie de pez de la familia Macrouridae en el orden de los Gadiformes.

## Morfología
Los machos pueden llegar alcanzar los 60 cm de longitud total.

## Alimentación
Come crustáceos y moluscos.

## Hábitat
Es un pez de aguas profundas que vive entre 514-1590 m de profundidad.

## Distribución geográfica
Se encuentran en las Islas Azores, Madeira, Marruecos, el Golfo de México, el Mar Caribe, desde el sur de Japón  hasta las Filipinas  e Indonesia, Hawái y Australia Meridional.